# Bridgeville (Californië)
Bridgeville (voorheen Robinsons Ferry en Bridgeport) is een plaats (unincorporated community) in Humboldt County in de Amerikaanse staat Californië. Het dorpje werd bekend doordat het meermaals online te koop werd aangeboden.

## Geografie
De Van Duzen River stroomt door het dorpje. Bridgeville ligt tevens aan de California State Route 36, die Fortuna (47 km westwaarts) met Red Bluff (184 km oostwaarts) verbindt. Blocksburg ligt zo'n 32 km ten zuiden van Bridgeville en een kleine 30 km ten oosten van Bridgeville liggen Dinsmore en Dinsmore Airport. Andere gehuchten in de omgeving van Bridgeville zijn Maple Grove en Yager Junction.

## Dorp te koop
Het dorpje is 83 are groot en heeft slechts 25 inwoners. Het werd beroemd doordat het in 2002 op eBay te koop werd aangeboden. Oorspronkelijk werd het verkocht voor $1,77 miljoen maar de koper deinsde terug toen de zakenman Bruce Kall er $700.000 voor wilde bieden. Uiteindelijk ging ook deze deal niet door en in 2006 werd het opnieuw te koop aangeboden. Het startbod bedroeg toen $1,75 miljoen. Volgens de website van BBC hield de prijs 3 koeien, 8 huizen en 1 postkantoor in. In de zomer van 2007 stond Bridgeville opnieuw enkele maanden te koop, deze keer voor $1,3 miljoen.

## Politiek
Voor de Senaat van Californië ligt Bridgeville in het tweede district, dat vertegenwoordigd wordt door de Democraat Noreen Evans. Voor de verkiezing van vertegenwoordigers in het Assembly, valt het dorpje binnen het eerste district, dat vertegenwoordigd wordt door de Democraat Wes Chesbro. Voor de verkiezing van Afgevaardigden in het Huis van Afgevaardigden ligt Bridgeville in het eerste congresdistrict. Mike Thompson vertegenwoordigt het district sinds 1999.